# Андокид (вазописец)
Андокид (др.-греч. Ἀνδοκίδης) — вазописец из Аттики периода поздней архаики. Художник, чьё творчество приходится на 530—510 гг. до н. э., считается основоположником краснофигурного стиля вазописи.

## Жизнь и творчество
Настоящее имя вазописца не сохранилось в истории. Своё «служебное» имя он получил по имени гончара Андокида, который оставил свою подпись на пяти сосудах, расписанных безымянным вазописцем. За исключением трёх «чаш с глазами» (называемых так за изображение глаз на оборотной стороне) все сохранившиеся вазы работы Андокида-вазописца имеют форму амфоры типа А. Вазописец Андокид считается учеником известнейшего мастера-вазописца Эксекия, работавшего в стиле чернофигурной вазописи. Ему приписываются первые попытки краснофигурной росписи керамики. Помимо этого он экспериментировал с росписью по белому фону.
Семь из приписываемых Андокиду-вазописцу работ — шесть амфор и одна чаша — являются билингвами, то есть расписаны одновременно в двух стилях — чернофигурном и краснофигурном. Некоторые учёные (например, Джон Бизли (John D. Beazley)) считают, что чернофигурную сторону этих ваз расписывал вазописец Лиссиппид.
Андокид писал на мифологические темы, преимущественно из жизни Геракла. Фигуры на его изображениях несколько угловаты и неподвижны, но по мнению И. Вегартнера «полны наивного, радостного шарма». Характерными чертами творчества Андокида являются экономный подход к прорисовке внутренних линий изображений и излишняя орнаментализация выписанной одежды. Андокид не исчерпал всех возможностей нового стиля вазописи, они раскрылись лишь вазописцами круга вазописца Ефрония, получивших в искусствоведении название «вазописцы-пионеры».